# مجلس السيادة
مجلس السيادة هو مجلس رئاسي عراقي كان يتولى مهام رئيس الجمهورية في العراق. استحدث إثر قيام الجمهورية العراقية بعد إنهاء الحكم الملكي في العراق بحركة 14 تموز 1958. ألغي في أعقاب انقلاب 8 شباط 1963. كان يتألف من رئيس وعضوين، وكان رئيسه هو نجيب الربيعي. ومهامه سيادية تشريفية والسلطة الفعلية بيد رئيس الوزراء آنذاك عبد الكريم قاسم، وكان مقرّ المجلس في بناية البلاط الملكي القديم في الكسرة.

## أعضاء المجلس

أعضاء مجلس السيادة من اليسار محمد نجيب الربيعي ثم محمد مهدي كبة ثم خالد النقشبندي.

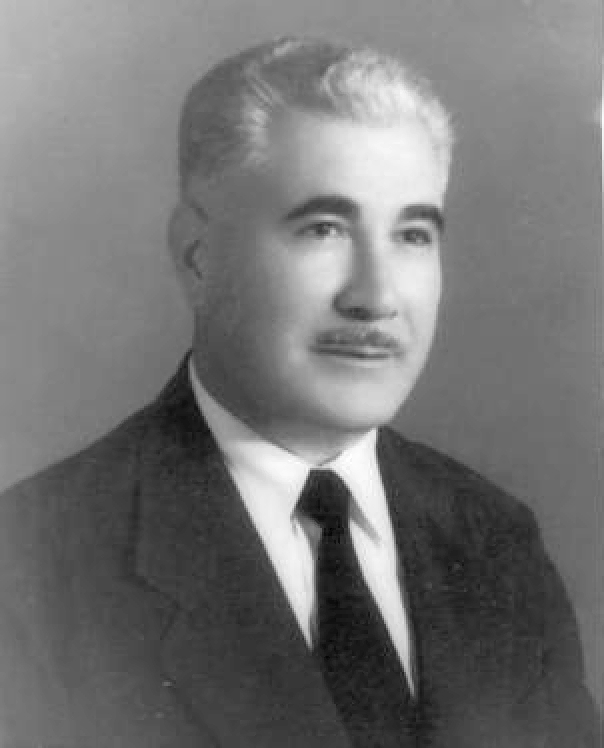
محمد نجيب الربيعي رئيس مجلس السيادة.

تولى الفريق نجيب الربيعي منصب رئيس مجلس السيادة العراقي  من العرب السنة، ريثما يتم انتخاب رئيس للجمهورية خلال ستة أشهر، وعضوية كل من محمد مهدي كبة «من العرب الشيعة» والعقيد الركن خالد النقشبندي «من الكرد السنة». إذ تنص المادة (20) من الدستور المؤقت لعام 1958 على أن (يتولى رئاسة الجمهورية مجلس السيادة ويتألف من رئيس وعضوين).

## مدة المجلس وسلطاته
يقوم المجلس بالمصادقة على التشريعات التي يصدرها مجلس الوزراء كما جاء في المادة (21) من الدستور المؤقت لعام 1958 أن (يتولى مجلس الوزراء السلطة التشريعية بتصديق مجلس السيادة)، فكانت التشريعات تصدر بتوقيع مجلس السيادة.
وفي عام 1959 استقال العضو الأول الشيخ محمد مهدي كبة من منصبه، في حين توفي العضو الثاني السيد خالد النقشبندي عام 1962، فجرى تعيين رشاد عارف سعيد عضوا بديل عن خالد النقشبندي وعبد المجيد كمونة بدلا عن محمد مهدي كبة في المجلس مع بقاء السيد نجيب الربيعي رئيسا له حتى سقوط النظام عام 1963. ومن المعروف تاريخيا أن منصب رئيس مجلس السيادة المعادل لرئاسة الجمهورية الذي شغله الربيعي كان منصبا تشريفيا، إذ كانت السلطة الحقيقية بيد رئيس الوزراء عبد الكريم قاسم الذي كان في نفس الوقت القائد العام للقوات المسلحة في العراق ووزير الدفاع.
| حركة تموز 1958 |
| - الضباط الوطنيين - نهاية الملكية العراقية - عبد الكريم قاسم - عبد السلام عارف - محمد نجيب الربيعي - رفعت الحاج سري - ناظم الطبقجلي - العوامل غير المباشرة للحركة - خطة حركة 14 تموز 1958 - إعلان الجمهورية العراقية - حركة 8 شباط 1963 - فيصل الثاني - نوري السعيد - عبد الإله |
| |
| تحرير |

## التوازن
وتمت مراعاة تمثيل المكونات العراقية الكبرى في المجلس فاختير الربيعي رئيساً لمجلس السيادة (رئيساً للجمهورية وهو «عربي سني» على اعتبار أنه عربي مثل الشيعة وسني مثل الكرد فيكون حلقة الوصل بين الكرد والشيعة وأن سنة العراق يتمركزون وسط البلاد والكرد في الشمال والشيعة في الجنوب) وعضوية محمد مهدي كبة عربي شيعي وخالد النقشبندي كردي سني، وبعد وفاة الأخير عين رشاد عارف سعيد بديلا عنه،وبعد أستقالة محمد مهدي كبة سنة 1962 عين عبد المجيد كمونة بدلا عنه.